# 江宁府

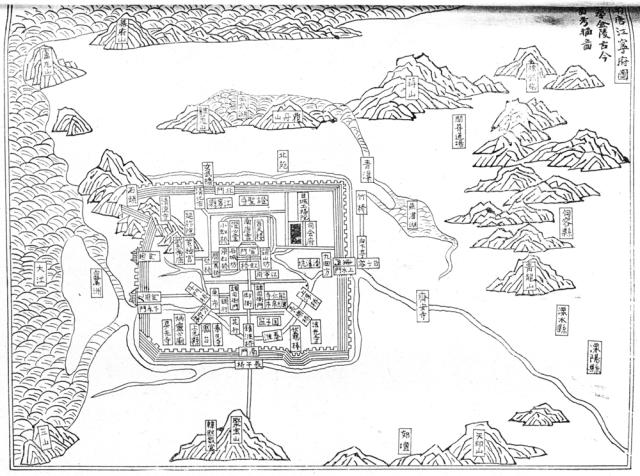
明朝陈沂所著《金陵古今图考》中南唐江宁府图

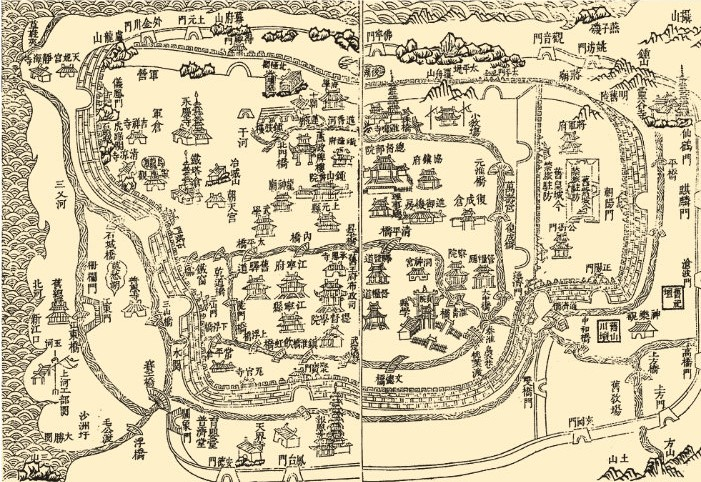
清代乾隆初年江宁府城图（清版画）

江宁府是中国古代设立的一个府，在今江苏省境内。治所在上元县、江宁县。南唐时改金陵府置江宁府，宋灭南唐，改为升州，宋真宗天禧二年（1018年），升州改为江宁府，南宋改称建康府，元朝时改为集庆路，明朝改称南京应天府，清朝顺治二年（1645年），清军攻陷南京，更名为江宁府。辛亥革命后，改为南京府。
　

## 历史
五代十国楊吳有金陵府，後南唐（937年—975年）在金陵建都，称江宁府，并修建了城邑。
宋朝时，此地置昇州。天禧二年（1018年）二月丁卯，宋真宗加封儿子赵祯（宋仁宗）为昇王。因赵祯身为真宗唯一的儿子，兼有储君和未来皇帝的身份。次日，昇州即做为升王名义上的封地，升为建康军、江宁府。江宁府的建立，开创了皇子封地建府的先例，打破了唐代以来，仅首都、陪都建府的惯例，亦是此后“潜藩升府”制度的雏形。北宋时，江宁府亦是江南东路的首府。南宋建炎三年（1129年）改称建康府作为宋朝行都，称“东都”，绍兴元年（1131年）改为留都。南宋时建康府仍为江南东路首府。元朝时，江宁府改为集庆路。明朝时，又改称为应天府，为明朝初期的首都，辖区大致相当于今日江苏省的南京市、句容市及溧阳市。明朝政府迁都北京后，应天府为南直隶首府。
清朝顺治二年改称江宁府，初期为江南省省会。康熙六年（1667年），江苏省、安徽省分别建省直到清末，江宁是统辖江苏、安徽、江西三行省的两江总督驻地，和江苏巡抚驻地苏州府同为江苏省省会。同时，又在江宁设立江宁布政使，管辖江宁府和江苏省长江以北的扬州府、淮安府、徐州府、海州直隶州、通州直隶州和海门厅。管辖安徽民政的安徽布政使也曾长期驻扎在江宁。城东明故宫旧址驻扎有八旗军队，设江宁将军管辖。清朝的江宁在经济方面也具有相当的重要性。清廷在此设立规模庞大的江宁织造，生产供应皇家需求的丝织品。
1853年3月，太平军攻克江宁，两江总督陸建瀛及副都统霍隆武阵亡，城內旗人遭到屠殺；太平天国宣布定都江宁，改名天京。1864年7月，曾国荃率湘军攻破天京后纵火杀掠，据曾国荃幕友赵烈文目睹所记，总计死者约二、三十万人。两江总督曾国藩将天京改回江宁。
民国元年（1912年），中华民国临时政府改江宁府为南京府，定为中华民国首都，后又称南京。

## 行政区划

### 清朝
清朝时，评价：衝、繁、难。清朝时下辖：
- 上元县：衝繁难，倚郭
- 江宁县：衝繁难，倚郭
- 句容县：衝难
- 溧水县：简
- 高淳县：简
- 溧阳县：简
- 江浦县：冲
- 六合县：简

## 历任长官
杨吴金陵府尹
- 徐温（920年—927年）
- 徐知询（927年—929年）
- 徐知谔（929年—931年）
- 徐知诰（931年—935年）
- 徐景通（934年—935年，副大使）

北宋江宁府尹（知府）
- 丁谓（1018年—1019年）
- 薛颜（1019年—1021年）
- 马亮（1021年—1022年）
- 王钦若（1022年—1023年）
- 王随（1023年—1025年）
- 李迪（1025年—1027年）
- 马亮（1027年—1029年）
- 张士逊（1029年—1030年）
- 李谘（1030年）
- 滕涉（1030年—1032年）
- 李允元（1032年—1033年）
- 李若谷（1033年—1034年）
- 陈执中（1034年—1035年）
- 张若谷（1035年—1038年）
- 盛京（1038年—1040年）
- 郎简（1040年—1041年）
- 叶清臣（1041年—1042年）
- 刘沆（1043年）
- 杨告（1044年—1045年）
- 李宥（1045年—1047年）
- 张奎（1048年）
- 张方平（1049年—1050年）
- 皇甫泌（1051年—1052年）
- 刘湜（1052年—1053年）
- 向传式（1054年—1056年）
- 包拯（1056年）
- 王琪（1056年—1058年）
- 梅挚（1058年—1059年）
- 王琪（1060年）
- 冯京（1060年）
- 魏琰（1061年）
- 郭申锡（1062年）
- 王贽（1063年）
- 彭思永（1064年）
- 吕溱（1065年）
- 龚鼎臣（1066年—1067年）
- 王安石（1067年）
- 孙思恭（1067年）
- 吴中复（1068年）
- 钱公辅（1069年—1070年）
- 沈起（1071年）
- 傅俞尧（1072年—1073年）
- 沈立（1073年—1074年）
- 王安石（1074年—1075年）
- 叶均（1075年）
- 王安石（1076年—1077年）
- 元积中（1077年）
- 吕嘉问（1077年）
- 孙昌龄（1078年）
- 元积中（1079年）
- 孙坦（1080年）
- 刘庠（1080年）
- 陈绎（1081年—1082年）
- 王益柔（1083年）
- 王安礼（1084年—1086年）
- 蔡卞（1086年—1088年）
- 林希（1088年—1089年）
- 熊本（1089年—1091年）
- 谢麟（1091年）
- 黄履（1091年）
- 陆佃（1092年）
- 曾肇（1093年—1094年）
- 吕惠卿（1094年）
- 何正臣（1094年）
- 陈轩（1096年—1098年）
- 吕升卿（1099年）
- 叶涛（1099年）
- 陶节夫（1099年）
- 蔡卞（1100年）
- 蔡京（1100年）
- 邓祐甫（1101年）
- 邹浩（1102年）
- 邓祐甫（1102年）
- 朱彦（1103年）
- 王汉之（1105年）
- 徐勣（1106年）
- 蒋静（1106年）
- 陶节夫（1106年）
- 姚祐（1106年）
- 范坦（1107年）
- 曾孝蕴（1107年）
- 卢航（1108年）
- 沈锡（1109年）
- 曾孝序（1109年—1110年）
- 薛昂（1110年—1112年）
- 吴栻（1112年）
- 卢航（1113年—1115年）
- 蔡薿（1116年—1117年）
- 俞樐（1118年）
- 张庄（1118年）
- 王汉之（1118年—1122年）
- 卢襄（1123年—1125年）
- 曾孝序（1126年）
- 宇文粹中（1126年—1127年）

南宋知江宁府
- 宇文粹中（1127年）
- 翁彦国（1127年）
- 赵明诚（1127年—1129年）
- 黄潜善（1129年）
- 吕颐浩（1129年）
- 连南夫（1129年）
- 1129年五月改为建康府

清朝江宁知府

## 驻宁要员及官署
- 江南巡抚
  - 江南左布政使司
- 两江总督
  - 江宁巡抚
  - 安徽巡抚
- 江宁织造

## 外部連結
[在维基数据编辑]
 《欽定古今圖書集成·方輿彙編·職方典·江寧府部》，出自陈梦雷《古今圖書集成》